# Kvarteret Tröskverket

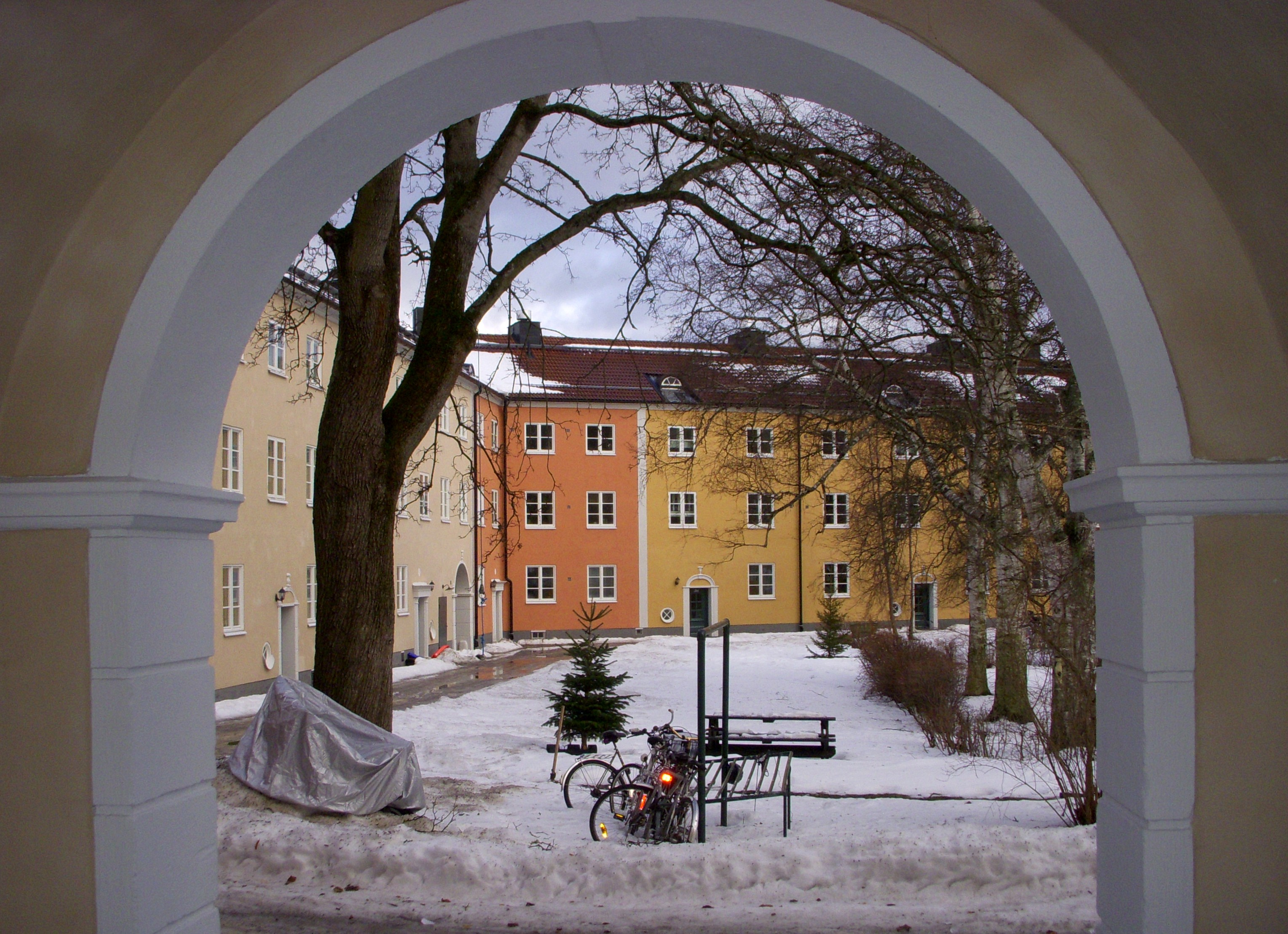
Vy mot innergården, Kvarteret Tröskverket 1.

Kvarteret Tröskverket ligger i Enskededalen, precis på gränsen till Dalen och Dalens centrum i nära anslutning till Sandsborgs tunnelbanestation. Fastigheten består bland annat av ett flerfamiljshus i tre huskroppar som är placerade runt en innergård och längs med tre gator, Kyrkogårdsvägen, Dalgårdsvägen/Åstorpsringen och Gamla Tyresövägen. Den tredjedel av fastigheten längs Kyrkogårdsvägen har utsikt mot Sandsborgskyrkogården. Resterande del av kvarteret består av två dubbelhus och ett enfamiljshus längs med Magnebergsvägen och Slåttervägen. Enfamiljshuset och dubbelhusen har varsin trädgård som sedan övergår i den gemensamma innergården för flerfamiljshuset. Husen stod färdiga tidigt 1920-tal och har flera klassicistiska detaljer runt fönster och dörrar.  

## Historik
Kvartersnamnet "Tröskverket" refererar till föregångaren till skördetröskan och flera kvarter i området har namn som hänvisar till lantbruk, exempelvis "Kvarteret Logen". Namnet kan komma från det faktum att området var lantligt beläget på sent 1910-tal och 1920-talet när husen uppfördes. På platsen för de bostadshus från 1980-talet som idag ligger på andra sidan gatan av Åstorpsringen från Kvarteret Tröskverket fanns tidigare kolonilotter under perioden som kvarteret uppfördes.  
Onsdagen den 30 mars 1921, när flerfamiljshuset i kvarteret höll på att uppföras, utbröt en brand i den stora huskroppen längs Kyrkogårdsvägen som totalförstörde byggnaden. Huset uppfördes i tegel men tak och golv i byggnaden brann ned. Även ett skjul på innergården brann ned till grunden och en lada i hörnet av Gamla Tyresövägen och Åstorpsringen. På grund av att det fanns en brandmur vid porten till Dalgårdsvägen 2 som separerade den delen av byggnaden mot den som låg mot Kyrkogårdsvägen spred sig branden inte till resterande delar av fastigheten, förutom några enstaka skador på taket. Branden utbröt kl 18.42 två tredjedelar av längan som brann var övertänd. Efter en och en halv timme hade elden begränsats med hjälp av 40 brandmän och totalt 14 vattenslangar från både motorfordon och brandposter. Elden var fullständigt släckt dagen därpå runt lunchtid tack vare tio brandmän.

## Bebyggelsen

### Kvarteret Tröskverket 1
Flerfamiljshuset i tre våningar ritades av arkitekt och byggmästare Gustaf E. Pettersson 1919 och stod färdigt 1921, bara månader efter att innanmätet av halva fastigheten brunnit ned i slutet på mars samma år. Pettersson formgav bebyggelsen i de tidiga trädgårdsstäderna i Stockholm, vilket Gamla Enskede och Enskededalen tillhör. Stadsplanen stod också Gustaf E. Petterson för tillsammans med Axel Dahlberg. De föreskrev en blandning mellan små sammanbyggda flerfamiljshus (som Tröskverket 1) och friliggande enfamiljshus och dubbelhus (som Tröskverket 2-6). Tillsammans med resterande flerfamiljshus längs Kyrkogårdsvägen bildade husen en sorts mur mot kyrkogården, med gårdar och villabebyggelse/dubbelhus innanför muren. 
Tröskverket 1 har karaktären av tio stycken små byggnader som är hopbyggda med varandra. Flera av dessa små byggnader har dock sammanhängande tak men är åtskilda på så sätt att de har egna entréer och trappuppgångar. Detaljer i putsen och runt fönster skiljer sig åt från flera av husdelarna. Huset är välbevarat exteriört med endast smärre förändringar, exempelvis har fyra butiksfönster med tillhörande rundbågar mot Kyrkogårdsvägen satts igen och ersatts med för byggnaden typiska fönster med sex fönsterlufter. Även en terrass i bottenplanet på hörnet Kyrkogårdsvägen/Dalgårdsvägen är borttagen och dörrar utbytta mot fönster. Häri var det på planritningarna planerat en skola. Eftersom terrassen är borttagen och fasaden intill terrassen var indragen lite från gatan har det nu skapats några kvadratmeter mer grönyta i hörnet. Trappstegen upp till terrassen syns i bilden när byggnaden brunnit, ovan. 
Flera av fönstren i huset har på planritningen inritade fönsterluckor. Dekorativa ankarslut finns på två av husdelarna och ovan många fönster och runt portarna finns dekorationer i puts. I källarna finns tvättstugor och tidigare även lager och magasin för butikslokalerna. Husen var ämnade åt arbetarfamiljer och takhöjden följer modern standard, 250 respektive 270 cm. De flesta lägenheter hade ett eller två rum och kök, många med köket mot gatan. Några trerummare fanns också. Toalett fanns också i varje lägenhet. Idag är många lägenheter hopslagna i och med att huset ombildats till bostadsrätter och är betydligt större än en- och tvårummare. 
Hörnhuset vid Kyrkogårdsvägen/Dalgårdsvägen med terrassen i bottenvåningen var planerad som antingen skollokal eller café. Här finns planer på tre skolsalar på bottenplanet, en i hörnet, en längs Dalgårdsvägen och en längs Kyrkogårdsvägen. Skolsalen mot Kyrkogårdsvägen var den största med fyra fönster och är putsad rosa. Just denna del av byggnaden utmärker sig genom en gavel som bryter av mot det annars valmade taket. Häri fanns också "lärarinnerum". Skollokalerna skulle ha eget kök och i källarvåningen fanns toalettrum för både pojkar och flickor. Alternativa planer visar istället ett café i hörnet av huset.
I Stadsfullmäktige från 1921 beräknas skollokalen kunna hyras ut för 7 800 kr per år, medan resterande lägenheter för totalt 88 200 kr. Från samma år står det att kostnaden för att anordna innergården för bostadshuset skulle uppgå till 2 500 kr.

### Kvarteret Tröskverket 2-6
Tröskverket 2-3 och 5-6 består av två så kallade dubbelhus, eller parhus medan Tröskverket 4 är ett enfamiljshus men av samma typ som de båda parhusen. Parhusen är delade på mitten med både en bottenvåning, och övervåning. De är små, och består endast av två rum och kök. En "wc" på bottenvåning och "toalett" på övervåningen. Dessa byggnader är också ritade av Gustaf E. Pettersson 1919. 
Husen är typhus och benämns som "Typ B" och kan ses i flera andra kvarter i området. Typhus ritades och uppfördes flera stycken i samma områden, bland annat Kvarteret Gammelsmedjan 5 intill. Detta var särskilt vanligt bland småhus och parhus men också en del av arkitekters och firmors kataloghus. Liksom flerfamiljshusen användes standardmått för husen, 250 cm i de båda våningarna. 

## De boende

### Kvarteret Tröskverket 1
Inflyttning till fastigheten skedde 1921, några månader efter branden i mars samma år. Under året finns 356 personer mantalsskrivna i fastigheten, de flesta är arbetare. 359 personer bodde inte alla på samma gång i fastigheten, utan detta visar bara vilka som bor/bott där under året. Här finns många spårvagnskonduktörer, förmän, sömmerskor, byggnadsarbetare, kassörer, typografer, tjänarinnor, en trädgårdsmästareänka samt en frisör. 99 personer i fastigheten är under året registrerade som barn. Vad åldersgränsen gick för "barn" är oklart men man kan tänka sig att det fanns flera äldre barn och tonåringar som bor i huset under tiden men som inte räknades som "barn".

### Kvarteret Tröskverket 2-6
I Tröskverket 2 flyttar 1921 den unge banktjänstemannen Gustav Helge Sporre in med tyska Vally Sporre född Lämmert, efter bara några år flyttar de in till stan. I den andra halvan av huset flyttar arbetaren Karl Johan Björk in med sin hustru Gerda Margareta Charlotta, född Vahlström och dottern Lizzie.
Enfamiljshuset, Tröskverket 4, där flyttar en köpman in 1921. Köpman Nils Johan Gustaf Häggberg med familj. Han är född i London och kommer precis därifrån med sin hustru. De har en dotter som är ett år gammal och efter ett år tar familjen in tjänarinnan Hildur Johansson att bo i huset.
I de andra husen bor det första året två ingenjörer och en löjtnant. De nyinflyttade är främst unga par med småbarn.